# Mostky přes Čertovku
Přes Čertovku na Kampu na Malé Straně v Praze vede (kromě Karlova mostu) jedna lávka a pět mostků. Tři z mostů přes Čertovku má ve správě Technická správa komunikací hlavního města Prahy.

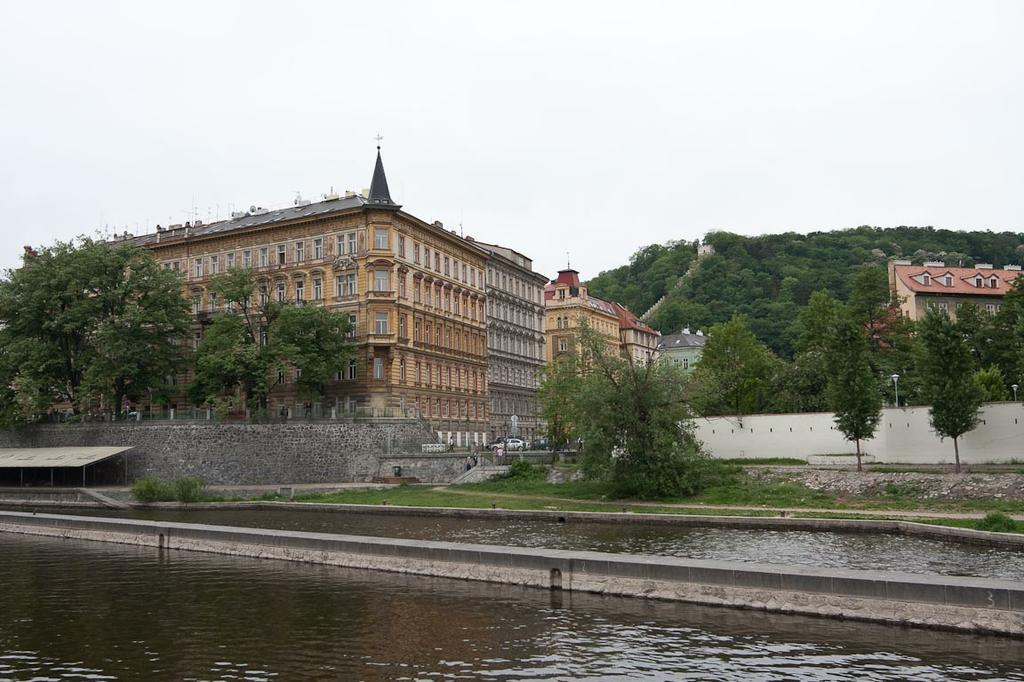
Malostranské nábřeží
Pohled na jižní přemostění Čertovky

## Jižní přemostění
Čertovka je přemostěna propojením od Říční ulice a od schodiště Malostranského nábřeží s jižním koncem Kampy. TSK hl. m. Prahy toto přemostění neeviduje jako most. 
Původně chtěl koncem 19. století podnikatel Jindřich Jechenthal pokračovat ve výstavbě Malostranského nábřeží i přes Kampu a toto řešení se objevilo i v plánu z roku 1910, ale k realizaci nikdy nedošlo. V prvním dvacetiletí dvacátého století zabránily zasypání Čertovky a regulaci Kampy mimo jiné i snahy Klubu za starou Prahu.

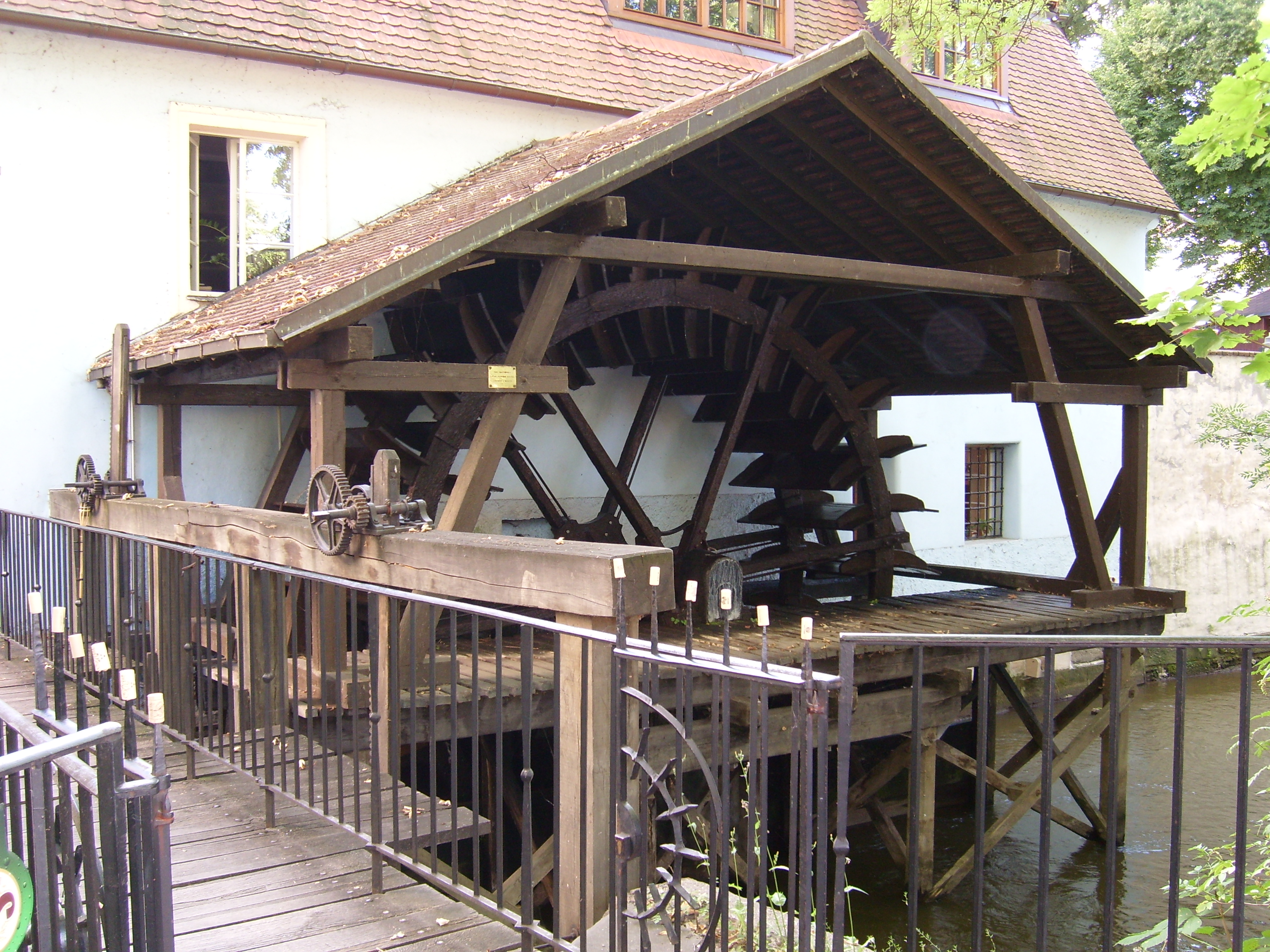
Dřevěná lávka u mlýna Huť

## Lávka u mlýna Huť
První po proudu Čertovky je lávka do mlýna Huť (Všehrdova 449/14), dřevěná na dvou ocelových nosnících. Slouží k přístupu do kavárny Mlýnská.

## 1. můstek
Jednoobloukový omítnutý můstek s barevně vyznačenými klenáky je dlouhý 7 metrů a široký 4,5 metru, s metr vysokou omítnutou parapetní zídkou. Slouží pouze k průchodu do restaurace za Čertovkou na jižním okraji prostranství pod Tyršovým domem.

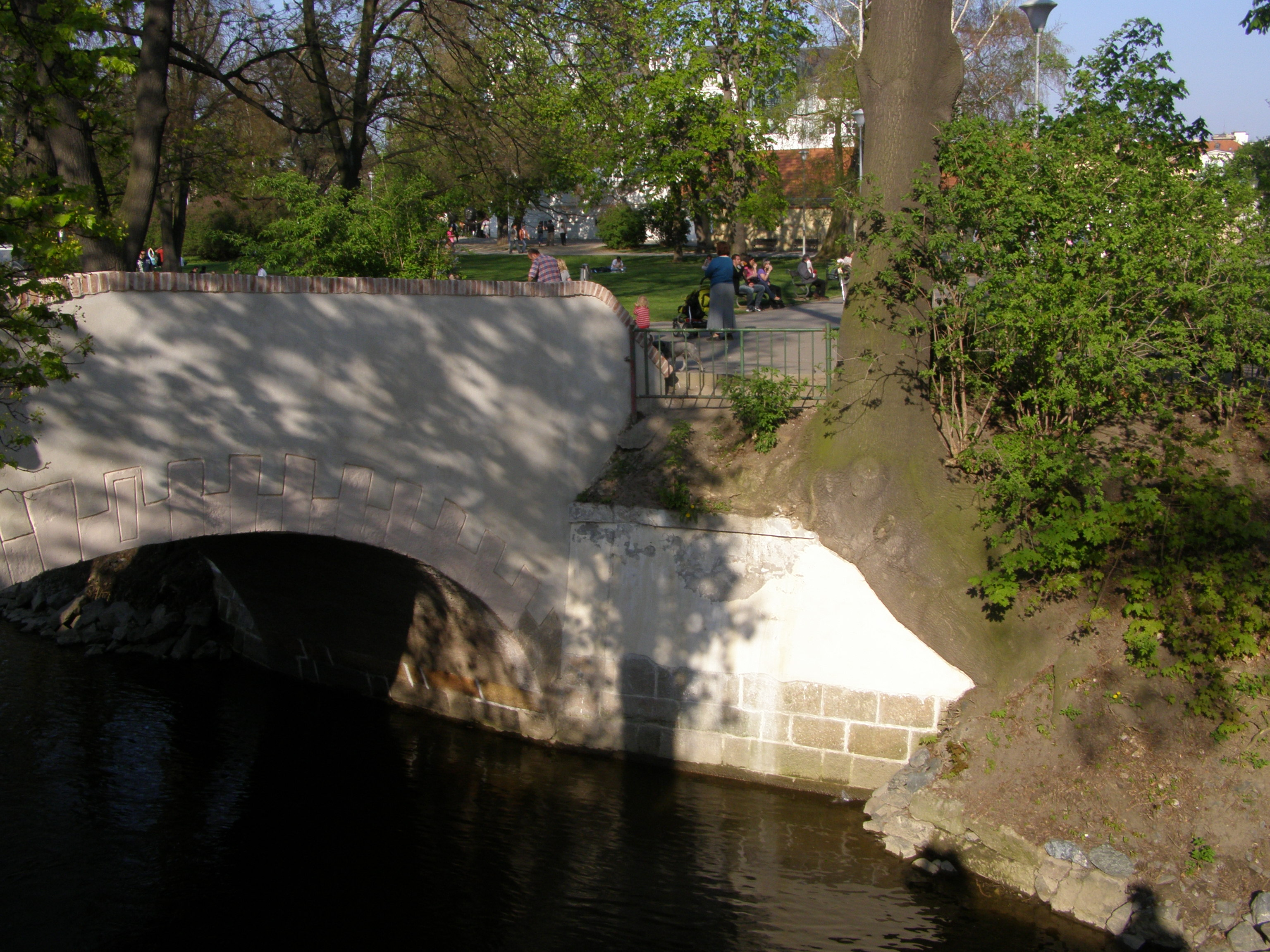
Můstek přes Čertovku č.2

## 2. můstek
Druhý můstek vede v úrovni Michnova paláce (Tyršova domu) skrz uzavíratelnou bránu na parkoviště u Malého Nosticova divadla s možností průchodu do Nosticovy ulice. Je vzhledově podobný prvnímu, dlouhý 20 metrů a široký 4,3 metru, s lomenou parapetní zídkou o výšce na vrcholu 1,15 metru, která se snižuje na malostranské straně až k 0,5 metru a je doplněna železným zábradlím.

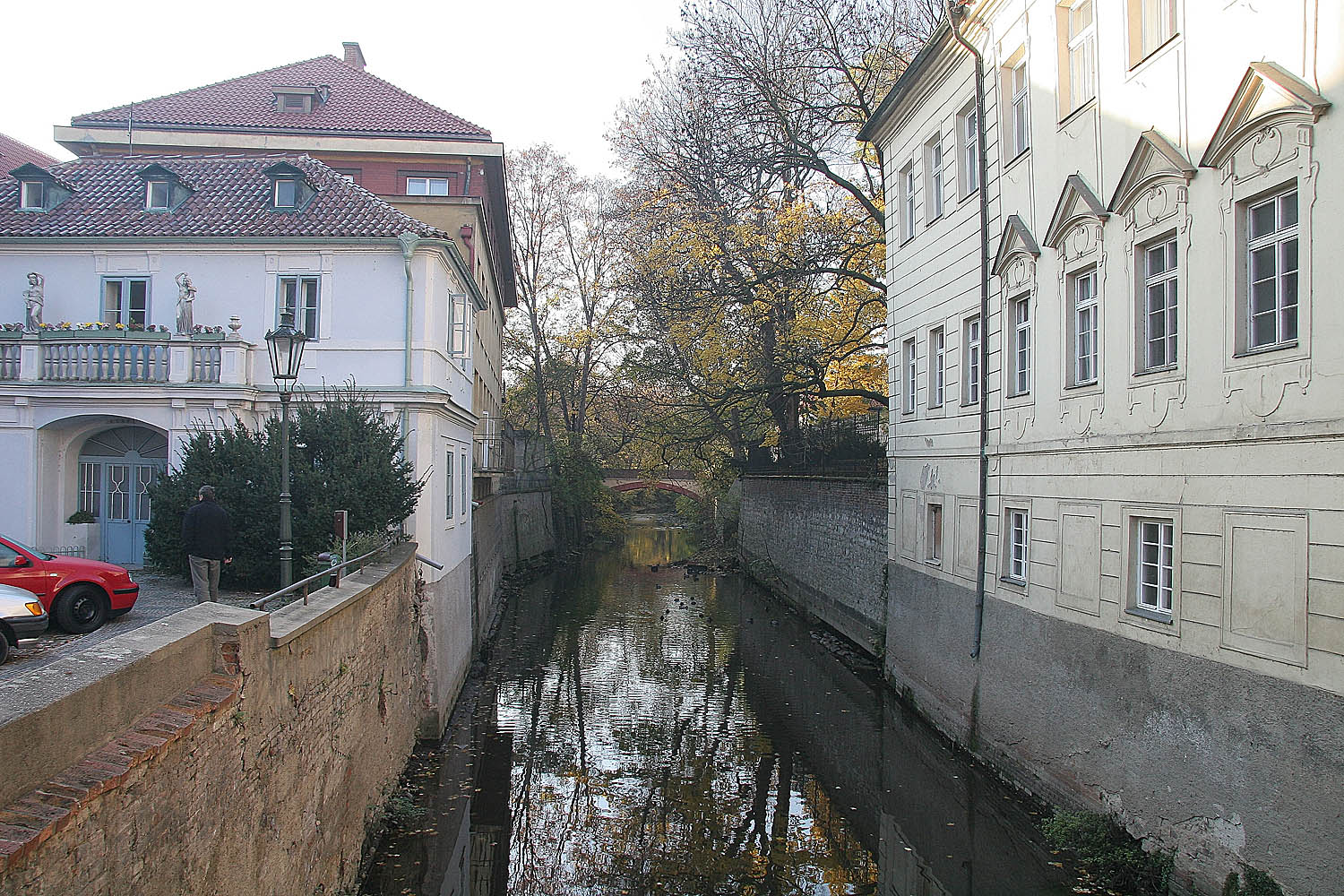
Pohled z můstku u Velkopřevorského mlýna proti proudu ke třetímu můstku

## 3. můstek
Třetí můstek, široký 3,8 metru, má neomítnutý 1 metr vysoký parapet s vyspárovaným cihlovým zdivem. Slouží k průchodu do Nosticovy zahrady (lidově někdy Malá Kampa) i průjezdu vozidel správy zeleně. V evidenci TSK hl. m. Prahy je veden pod číslem V-017. 

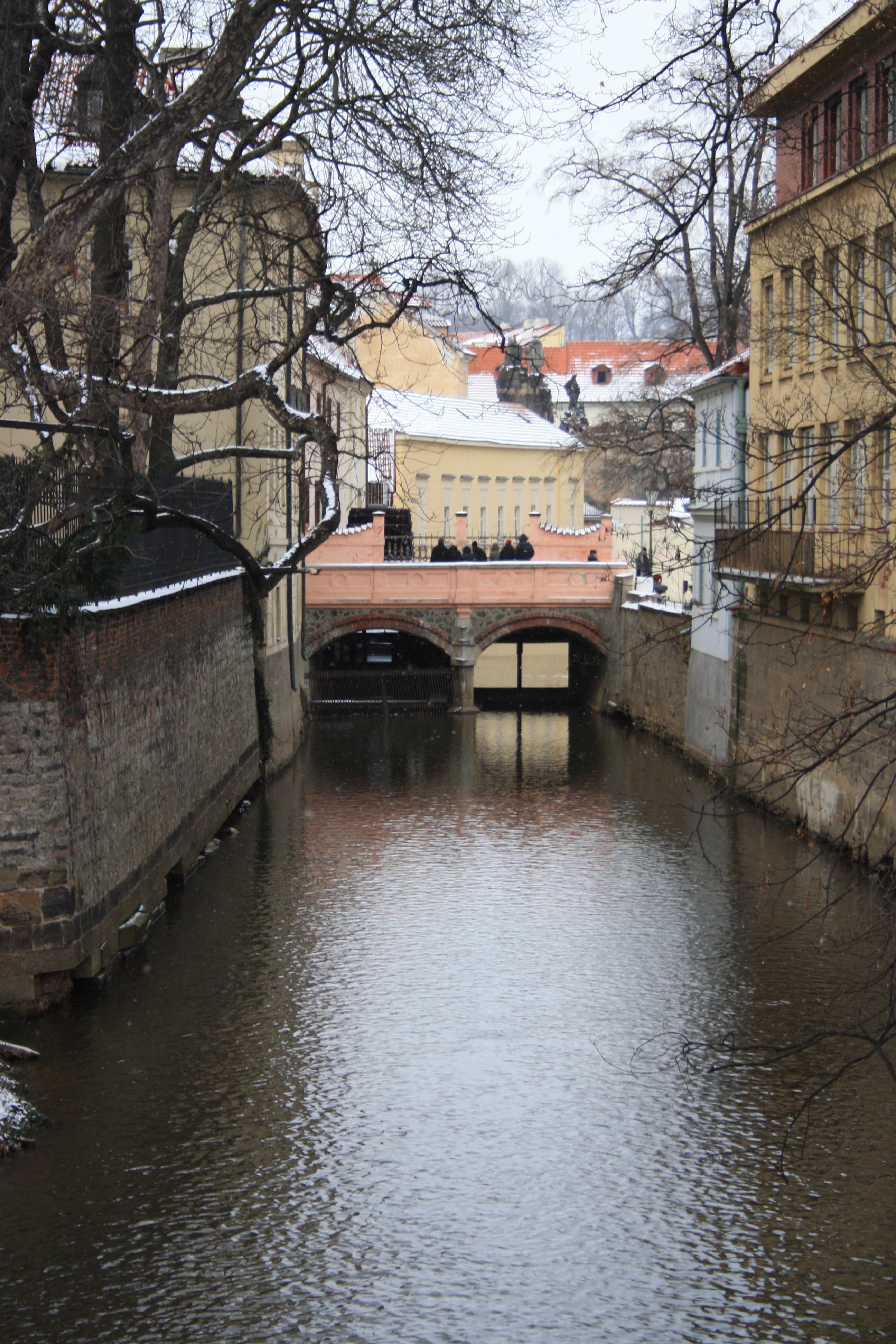
Můstek u Velkopřevorského mlýna

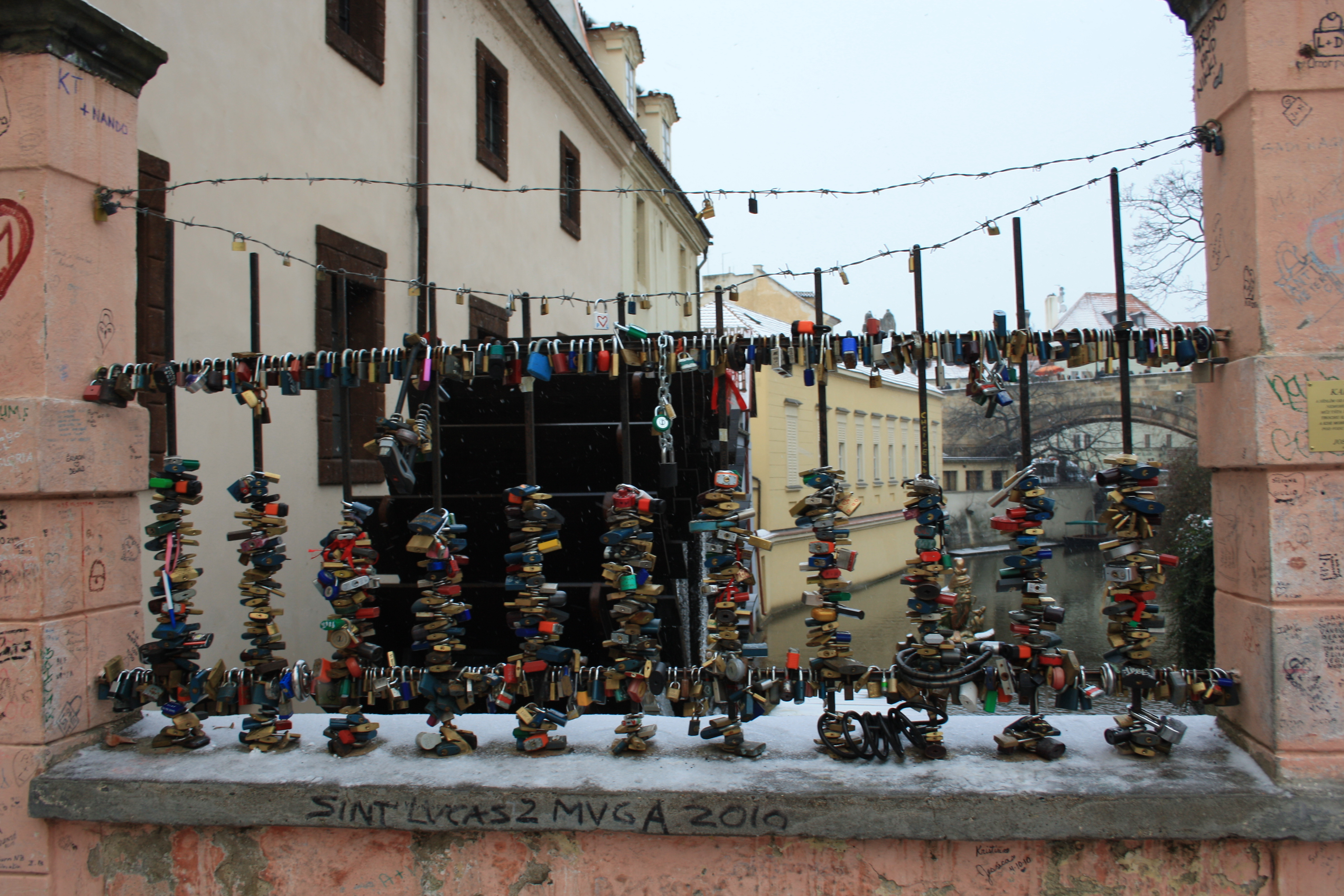
Zámky na můstku

## Můstek u Velkopřevorského mlýna
Můstek zamilovaných. V evidenci TSK hl. m. Prahy je veden pod číslem V-018. 
Vede z Hroznové ulice na Kampě k Velkopřevorskému náměstí. Zděný dvouobloukový most s půlkruhovými oblouky, 20,5 metru dlouhý a 4,3 metru široký, u Velkopřevorského mlýna je nejstarším z můstků přes Čertovku. Má dlážděnou vozovku a návodní strana pilíře je zahrocena jako ledolam. Na návodní straně je zděný parapet o výšce 1,1 metru a šířce 0,55 metru se zděnou římskou. Na povodní straně je plná přes dva metry vysoká zeď s pěti hranolovými sloupky pokrytými prejzem. Ve dvou místech jsou do zdi dodatečně prolomena přerušení, která umožňují přes kovové zábradlí výhled (dnes spíše průhled - viz dále) na mlýn. Most je fakticky součástí splavu a náhonu mlýna.
Na kovové mřížoví tohoto mostu se přenesla tradice z italského Milvijského mostu (kde podle tradice zahynul svatý Valentin) podle knihy „Chci tě“ spisovatele Federica Moccia. Milenci napíší na zámek svá jména, zamknou ho ke sloupku a klíč hodí do řeky. V roce 2008 zde bylo jen pár zámků, v roce 2011 již téměř není kam zámky věšet. Rituál je prý známý už ze staré Číny, nyní se rozšířil například i do Paříže, Moskvy či Znojma.

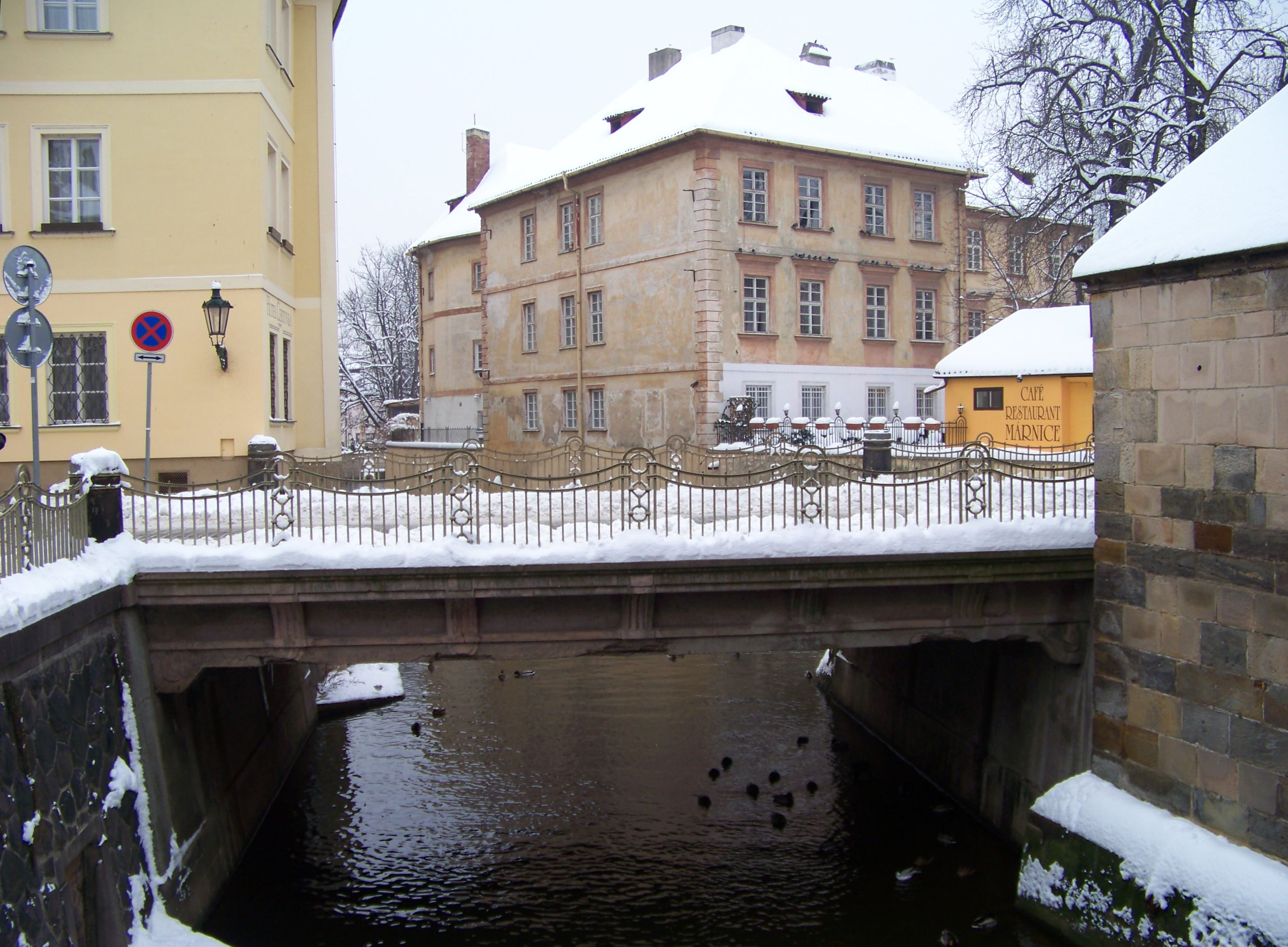
Most přes Čertovku pod Karlovým mostem

## Silniční most pod Karlovým mostem
Těsně za Karlovým mostem překračuje Čertovku ve směru od ulice Na Kampě k ulici U Lužického semináře silniční můstek, zdobený monolitický železobetonový trámový překlad s litinovým zábradlím. Délka mostu je na návodní straně 8 metrů a na povodní 25 metrů (správce udává délku mostu 10,90 metru), šířka mostu je 7,5 metrů, po obou stranách vozovky má most úzké chodníky. V evidenci TSK hl. m. Prahy je veden pod číslem V-019.

## Nerealizovaný můstek přes ústí Čertovky
Návrhy nového můstku přes ústí Čertovky navržené v rámci protipovodňové ochrany byly kolem roku 2000 až 2001 památkáři odmítnuty. Místo lávky se později uvažovalo o malém přívoze.